# Cornelis de Graeff
Cornelis de Graeff van Zuid-Polsbroek (Amsterdam, 15 ottobre 1599 – Amsterdam, 4 maggio 1664) è stato un politico olandese, figura chiave nella politica della Repubblica delle Sette Province Unite, nel periodo che va sotto il nome di secolo d'oro olandese: appartenente alla classe nobiliare dei regenten, Vrijheer (proprietario allodiale, non a carattere feudale) di Zuid-Polsbroek, fu borgomastro di Amsterdam e presidente della Compagnia Olandese delle Indie Orientali.

## Biografia
Apparteneva alla famiglia de Graeff ed era figlio del reggente e sindaco di Amsterdam Jacob Dircksz de Graeff, sovrano signore di Zuid-Polsbroek e signore di Sloten, Osdorp, Amstelveen e Nieuwer-Amstel.
Nel 1643 divenne borgomastro della città di Amsterdam e l'effettivo capo del governo della provincia d'Olanda.
Nel 1647-1648 insieme ad Andries Bicker e Jacob de Witt, favorì l'apertura di trattative di pace con il Sacro Romano Impero al termine della guerra degli ottant'anni, coronate con la firma della pace di Vestfalia.

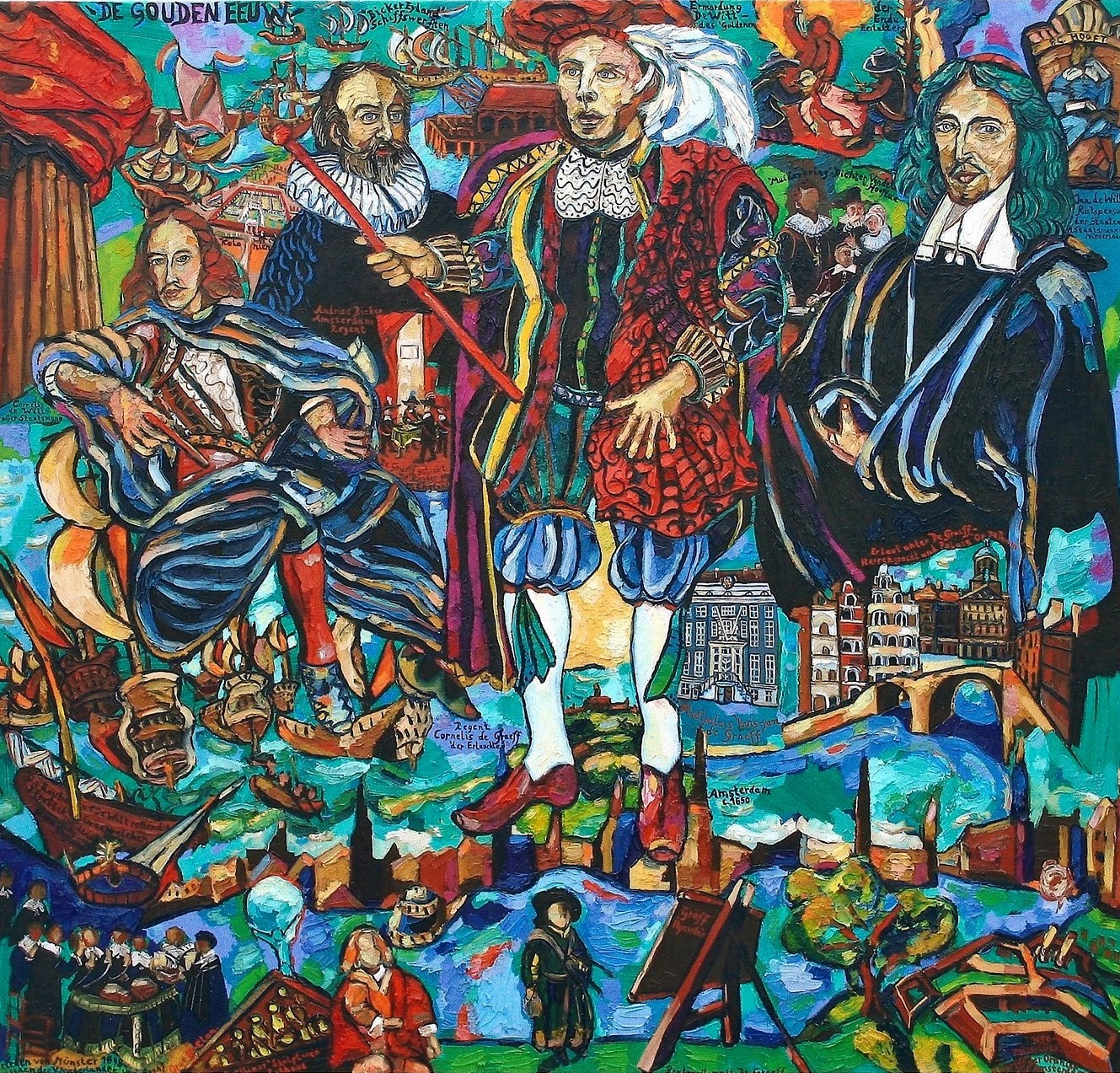
Dipinto storico "De Gouden eeuw" sulla famiglia De Graeff nel Secolo d'oro olandese. I protagonisti vengono mostrati intorno a Cornelis de Graeff (centrale) e ai suoi parenti Johan de Witt (giusto), Cornelis de Witt (sinistra) e Andries Bicker (secondo da sinistra), nonché ad alcuni eventi importanti di quel tempo. (dipinto di Matthias Laurenz Gräff, 2007)

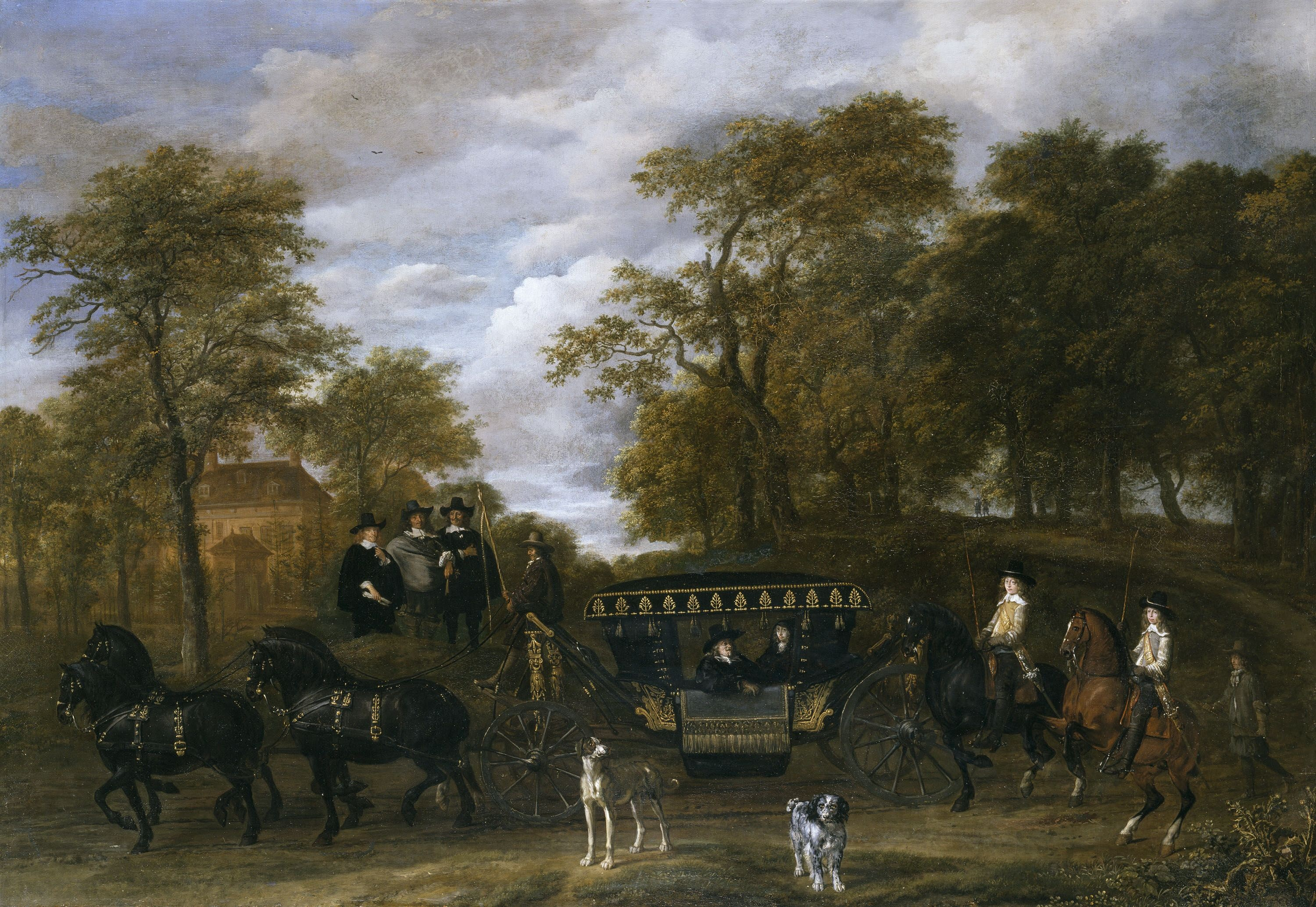
Cornelis de Graeff nel Palazzo Soestdijk, ritratto eseguito da Jacob van Ruisdael (1656-1660).

Insieme al nipote Johan de Witt, di cui aveva promosso la nomina a  Gran Pensionario, favorì l'apertura di trattative di pace con l'Inghilterra al termine della prima guerra anglo-olandese, coronate con la firma del trattato di Westminster nel 1654. Il documento, tuttavia, conteneva una clausola segreta, l'atto di esclusione, che impediva agli olandesi di nominare l'erede del defunto Guglielmo II d'Orange nuovo statolder delle Province Unite. De Graeff poneva in tal modo le basi del suo potere sull'appoggio della ricca classe mercantile, tra le cui file si contavano molti membri della cosiddetta "fazione degli Stati", che si opponeva alla "fazione degli Orange". Questa divisione della società olandese rispecchiava anche l'antagonismo tra le due correnti all'interno del Calvinismo, quella più moderata e quella conservatrice. Nel periodo che seguì la ratifica del trattato di Westminster le Province Unite, sotto la guida di de Witt, ebbero un fiorire del commercio e dell'influenza sulla politica europea.
Nel 1660 le Province Unite d'Olanda sotto la guida del De Witt, di De Graeff, di suo figlio Pieter e di Gillis Valckenier, decisero di farsi carico dell'educazione di Guglielmo III d'Orange per assicurarsi che egli avrebbe acquisito le necessarie abilità per assolvere le future ed ancora non ben determinate funzioni.

### Matrimonio ed eredi
Cornelis sposò nel 1635 Catharina Hooft, dalla quale ebbe due figli che raggiunsero l'età adulta: 
- Pieter de Graeff (1638 - 1707), signore libre di Zuid-Polsbroek, signore libre di Purmerland e Ilpendam, reggente di Amsterdam, "bewindhebber" (amministratore) della Compagnia olandese delle Indie orientali
- Jacob de Graeff (1642 - 1690), signore libre di Purmerland e Ilpendam, senatore di Amsterdam

## A proposito di De Graeff
Lo storico e archivista olandese Bas Dudok van Heel ha scritto sull'influenza delle famiglie Bicker (in particolare Andries e Cornelis Bicker) e De Graeff (in particolare Cornelis e Andries de Graeff) e sulla loro mancanza di (alto) rango aristocratico: A Firenze famiglie come Bicker e De Graeff sarebbero stati principi senza corona. Qui avrebbero dovuto essere almeno elevati al grado di conte nel 1815, ma la nobiltà olandese meridionale non voleva tollerarlo. Ciò che hai ricevuto qui non è niente di intermedio e niente di completo.